# دانيلو فرنانديز
دانيلو فرنانديز هو سياسي فلبيني، ولد في 1958. حزبياً، نشط في بارتيدو ليبرال (بيليبيناس). وقد انتخب عضو مجلس النواب في الفلبين.